# Entreprise de garde d'enfants
 (octobre 2010).
En France, avec l'explosion du marché des services à la personne, la garde d'enfants est le 2e marché pour les entreprises de ce secteur après le ménage à domicile et avant le soutien scolaire et l'aide aux personnes dites fragiles.
De ce fait, ce secteur structuré est largement devant le monde associatif en termes de nombres d'acteurs[réf. nécessaire].

## Catégories d'entreprise de garde d'enfants en France
- Entreprises ayant l'agrément simple :

Cet agrément est obligatoire pour toutes les entreprises souhaitant exercer dans la garde d'enfants à domicile. Il est délivré par la direction départementale du travail à toute société qui déclare se plier aux exigences de l’article L129 du code du travail (relatif aux services à la personne), et fournir à l’administration des statistiques d’activité mensuelles et annuelles. Sa portée peut être nationale, même si l’organisme (association ou entreprise) n’a pas d’agence physique.
Cet agrément permet aux entreprises de proposer à leurs clients une déduction fiscale relative à l'article 199 sexdecies et 200 quadercies du code général des impôts, n'est valable pour les enfants qu'à partir de 3 ans. En dessous, les entreprises doivent obtenir un agrément supplémentaire : l'agrément qualité.
- Entreprises ayant l'agrément simple et l'agrément qualité :

Pour l’obtention de l’agrément qualité, l’avis du président du Conseil général est requis. Il porte sur la capacité de l’organisme demandeur à assurer une prestation de qualité, ainsi que sur l’affectation des moyens humains, matériels et financiers proportionnés à cette exigence.
Il est demandé entre autres du personnel qualifié comme des auxiliaires de puériculture, ou Éducatrice de Jeunes Enfants.
Cet agrément est donc plus complexe à mettre en œuvre pour les petites structures car il représente un investissement plus important au départ.
Seules les sociétés ayant cet agrément sont éligibles à la garde d'enfants de moins de 3 ans. Il n'est délivré qu'aux entreprises ayant déjà le simple. Il peut être demandé en deux temps, et/ou simultanément

## Mode de fonctionnement
Ces entreprises fonctionnent de deux manières distinctes : 
- Les prestataires[2]

L’organisme qui intervient est employeur du personnel, vous n’avez ni le statut, ni les contraintes, ni la responsabilité, ni le devoir d’assurance, ni les démarches administratives de l’employeur. Tout est pris en charge, vous ordonnez les services, vous les résiliez, vous les organisez dans le temps … librement. Même si le client n'a donc pas officiellement son mot à dire dans le recrutement du personnel (cette charge étant du côté du prestataire), l'usage veut que le client valide l'intervenant(e) proposé(e)
Attention du fait des charges de gestion de personnels, de gestion administratives, ... le coût est supérieur au mode mandataire.
- Les mandataires[3]

Le client est l’employeur, l’organisme est rémunéré pour la présentation de candidat(e)s, la prise en charge des démarches administratives (contrat de travail, convention collective, questions de droit, procédures en cas de licenciement ou de démission, ...) ainsi que pour assurer les garanties de remplacement en cas de maladie, de départ ou de démission. À ce titre son fonctionnement est souvent proche de celui du prestataire car il fonctionne comme s'il était l'employeur.
Attention donc à ce que les garanties de remplacement ne soient ni limitatives ni sur la durée, ni sur le motif et que les formules proposées ne présentent pas de coûts cachés ultérieurs. C'est le client qui assume le risque social (prud'hommes), il est donc essentiel de choisir une structure dont la prise en charge vous assure un conseil de qualité.
En contrepartie, la rémunération des salariées est le plus généralement définie sur une base équivalente ou voisine du SMIC conventionnel, ce qui représente une économie annuelle très importante pour les familles. Dans ce mode de fonctionnement les familles bénéficient également directement des exonérations de cotisations sociales ainsi que des aides de la CAF et du crédit d'impôt relatif à l'emploi d'un salarié à domicile. Plus le volume horaire travaillé est important et plus grande est l'économie réalisée par les familles en mode mandataire. Pour des questions économiques de coût pour les familles, il s'agit là du mode de fonctionnement historique des agences spécialisées en placement de gardes d'enfants à domicile.
En mode mandataire la démarche est celle d'un véritable recrutement avec présentation de plusieurs candidat(e)s et choix par la famille de sa salariée sur ses propres critères. Le recrutement est donc plus personnalisé.
Il est à noter que grâce aux Chèques Emploi Services et au système Pajemploi les démarches déclaratives restant aux familles sont réduites à quelques clics mensuels.